# Rumble in the Bronx
Rumble in the Bronx (em cantonês:  紅番區, Hong faan kui; prt: Jackie Chan nas Ruas de Nova Iorque; bra: Arrebentando em Nova York) é um filme honcongo-canadense de 1996, dos gêneros comédia, ação, policial e suspense, dirigido por Stanley Tong e escrito por Edward Tang e Fibe Ma.[carece de fontes?]

## Sinopse
Keung (Jackie Chan) viaja a Nova Iorque para assistir ao casamento do seu tio Bill, mas descobre que ele vai vender seu mercado para Elaine (Anita Mui). Assim que ela compra o mercado, uma gangue de motoqueiros invade a loja e começa a roubar alguns produtos. Keung não consegue ficar parado e logo parte pra cima deles.[carece de fontes?]

## Elenco
- Jackie Chan ... Keung
- Anita Mui ... Elaine
- Françoise Yip ... Nancy
- Bill Tung ... tio Bill

## Prêmios e indicações
| Evento                     | Categoria                  | Recipiente                 | Resultado                 |
| -------------------------- | -------------------------- | -------------------------- | ------------------------- |
| Hong Kong Film Awards 1996 | Melhor cena de ação        | Melhor cena de ação        | Venceu[carece de fontes?] |
| Hong Kong Film Awards 1996 | Melhor coreografia de ação | Melhor coreografia de ação | Venceu[carece de fontes?] |
| Hong Kong Film Awards 1996 | Melhor fotografia          | [ quem? ]                  | Venceu[carece de fontes?] |
| Hong Kong Film Awards 1996 | Melhor ator                | [ quem? ]                  | Venceu[carece de fontes?] |
| MTV Movie Awards 1996      | Melhor luta                | Melhor luta                | Venceu[carece de fontes?] |